# Черетянка (Житковичский район)
Черетянка (бел. Чарацянка) — деревня в составе Рудненского сельсовета (ранее - в составе Житковичского райисполкома) Житковичского района Гомельской области Белоруссии.
На юге и востоке граничит с лесом. На севере Житковичский ботанический заказник республиканского значения.

## География

### Расположение
В 7 км на юг от районного центра и железнодорожной станции Житковичи (на линии Лунинец — Калинковичи), 245 км от Гомеля.

## Транспортная сеть
Транспортные связи по просёлочной, затем автомобильной дороге Житковичи — Черничи. Планировка состоит из прямолинейной улицы, ориентированной с юго-востока на северо-запад и застроенной деревянными усадьбами.

## История
Согласно письменным источникам известна с XIX века как хутор в Житковичской волости Мозырского уезда Минской губернии. В 1879 году упоминается в числе селений Люденевичского церковного прихода. В 1919 году в наёмном доме открыта школа. В 1930 году организован колхоз «Новая Черетянка», работала кузница. Во время Великой Отечественной войны немецкие оккупанты в 1943 году сожгли деревню. Освобождена 5 июля 1944 года, 18 жителей погибли на фронтах. Центр учхоза СПТУ-182. Работали начальная школа, библиотека, фельдшерско-акушерский пункт, отделение связи, магазин.
Решением Гомельского областного Совета депутатов от 14.05.2014 № 13 "О некоторых вопросах административно-территориального устройства Житковичского района Гомельской области" деревня Черетянка включена в состав территории Рудненского сельсовета.

## Население

### Численность
- 2004 год — 30 хозяйств, 56 жителей

### Динамика
- 1897 год — 48 жителей (согласно переписи)
- 1908 год — 11 дворов, 93 жителя
- 1917 год — 195 жителей
- 1921 год — 36 дворов, 301 житель
- 2004 год — 30 хозяйств, 56 жителей